# Valentina Farcas
Valentina Farcas (* 1975 in Bukarest) ist eine rumänische Opernsängerin (Sopran).

## Leben
Valentina Farcas entstammt einem musikalisch vorgebildeten Elternhaus, beide Elternteile waren Sänger an der Nationaloper von Bukarest. Sie besuchte das Gymnasium „George Enescu“, eine Bildungseinrichtung mit starkem musikalischen Zweig, wo sie auch ihren Abschluss mit Fachschwerpunkt Musik (Klavier) machte. Im Jahre 1994 begann sie ihr Musikstudium an der Musikhochschule der rumänischen Hauptstadt. Ihre professionelle Begegnung mit dem Gesang stammt aus dieser Zeit, denn sie nahm sowohl bei ihrem Vater, Florin Farcas, sowie bei der Gesangslehrerin Prof. Rodica Creniceanu Unterricht. Bald danach wechselte sie nach Essen an die Folkwang Hochschule für Musik. Ihren Studienabschluss erhielt sie mit „ausgezeichnet“. Bereits in der Zeit der Essener Hochschulausbildung hatte sie zahlreiche öffentliche Auftritte am Grub-Theater der Stadt, wo sie eine vertragliche Verpflichtung eingegangen war. Ihre nächste Station war 1999 das südthüringische Staatstheater in Meiningen, wo sie einige Jahre zum festen Ensemble gehörte. In den darauffolgenden zwei Jahren folgten diverse Meisterkurse Klavier. Im Jahre 2002 wechselte sie von Meiningen an die Komische Oper nach Berlin. Dort verkörperte sie viele bekannte aber auch weniger bekannte Opernrollen, so zum Beispiel die Königin von Schemacha in Rimski Korsakows Oper „Der goldene Hahn“ und die Hermione in Georg Friedrich Händels Pasticcio „Oreste“. Ihre großen Opern-Partien finden sich in den Œuvren von Mozart, Donizetti, Gluck, Verdi, Bellini und Rossini sowie vielen anderen Komponisten aus praktisch allen Musikepochen. Eine besondere Liebe von ihr gilt Jules Massenet.
Valentina Farcas ist nicht nur Sopranistin an den großen Opernhäusern – sie ist auch eine beliebte und erfolgreiche Konzertsängerin. Mozart, Strawinski, Haydn und Ravel stehen hierbei im Vordergrund.
Valentina Farcas lebt heute in den Vereinigten Staaten, in Deutschland und Italien und arbeitet als flexibler Freelancer. Zuletzt war sie an der Deutschen Oper am Rhein als Gilda zu sehen. Im Herbst 2013 wird sie an der Semperoper in Dresden gastieren. Im Mai 2013 wird sie in einer konzertant aufgeführten Bellini-Oper in Berlin zu sehen und zu hören sein.

### Auftritte
Als bekannte Sopranistin hat Valentina Farcas bisher eine große Anzahl von Spielstätten besungen, darunter Häuser mit längerem Aufenthalt (Mitglied der Ensembles) wie z. B. das Südthüringische Staatstheater in Meiningen oder die Komische Oper in Berlin. Nach ihrer Zeit der Festanstellung präsentierte (und präsentiert) sie sich als Gastsängerin (zum Teil öfters) an vielen bekannten Häusern weltweit. So ist sie in Wien, Paris, Amsterdam, Dallas, Miami, Palm Springs und vielen weiteren Opernhäusern aufgetreten. Auch bei bekannten Musikfestspielen war sie mit herausragenden Rollen vertreten, so z. B. beim Macau International Music Festival und bei den Savonlinna Opernfestspielen in Finnland. Internationale Bekanntheit errang sie 2006 bei den Salzburger Festspielen in Mozarts "Entführung aus dem Serail". Herausragende Auftritte bei bekannten Musikvereinigungen hatte sie beim Wiener Musikverein, bei der Accademia di Santa Cecilia in Rom und im Mozarteum in Salzburg.
In der Reihe "Stars von morgen präsentiert von Eva Lind" trat Valentina Farcas in der auf Arte am 17. März 2002 ausgestrahlten Folge 3 auf.

### Zusammenarbeit mit Dirigenten
Valentina Farcas hat bereits mit vielen bekannten Dirigenten gearbeitet. Zu den bekannteren gehören Gerd Albrecht, Fabio Luisi, Riccardo Muti, Christopher Hogwood, Ivor Bolton, René Jacobs, Kirill Petrenko und Jeffrey Tate.

## Repertoire
Das Repertoire dieser Sängerin ist sehr umfangreich und umfasst klassische Opernrollen –  von Adele in Johann Strauss "Die Fledermaus", Adina in Donizettis “L’elisir d’amore”, Blonde in Mozarts „Die Entführung aus dem Serail“, Königin der Nacht aus Mozarts "Zauberflöte", Gilda in Verdis "Rigoletto", Lucia in Donizettis "Lucia di Lammermoor" und Jenny in Brechts/Weils „Der Aufstieg und Fall der Stadt Mahagonny“ bis Liù in Puccinis "Turandot" sowie die Zerbinetta in Richard Strauss "Ariadne auf Naxos" – um nur einige zu nennen. Neben den Opernrollen brilliert Valentina Farcas ebenso bei Konzertauftritten, Oratorien und sonstigen geistlichen Werken. Mozarts "Requiem" ragt hier genauso heraus wie Händels "Messiah" oder die Oratorien von Johann Sebastian Bach.

## Auszeichnungen
Ein Blick auf die Auszeichnungen und Preise, welche Valentina Farcas über die Jahre erhalten hat, vermittelt einen guten Eindruck über ihren Werdegang.
- Erster Preis beim Nationalwettbewerb Rumänien (Klavier)
- Erster Preis der Jury und 1. Preis des Publikums beim internationalen Robert-Stolz-Wettbewerb, Wiener Operette, Hamburg
- Ulrich-Burkhardt-Förderpreis für junge Künstler
- Operetten-Sonderpreis beim Wettbewerb "Neue Stimmen" der Bertelsmann Stiftung
- Finalistin beim Montserrat Caballé International Singing Competition
- Finalistin (vierter Platz) beim 3. Internationalen Gesangswettbewerb Ferruccio Tagliavini, Österreich
- Zweiter Preis beim Interpretationswettbewerb rumänischer Komponisten (Klavier)
- Zweiter Preis beim Mozart-Wettbewerb Constanta (Klavier)
- Zweiter Preis beim internationalen Johann-Strauß-Wettbewerb, Wien
- Das Händel-Pasticcio „Oreste“ (2006) an der Komischen Oper Berlin (Regie Sebastian Baumgarten), in welcher Valentina Farcas die Hermione sang, erhielt die Auszeichnung „Produktion des Jahres“.

## Diskografie
Folgende Veröffentlichungen auf CD und DVD sind erschienen:
CD
- Mozart Sacred Music. Camerata Würzburg. Musikalische Leitung Nicol Matt (erschienen bei Brilliant Classics- 15 CD Box).
- Mozart Grosse Messe KV 427/ Great Mass K 427. Valentina Farcas, Annemarie Kremer. Camerata Würzburg. Chamber Choir of Europe. Musikalische Leitung Nicol Matt (erschienen bei Brilliant Classics – CD)
- Ohne Sorgen. Wiener Johann Strauß Konzert-Gala. Valentina Farcas, Richard Brunner. K&K Philharmoniker. Musikalische Leitung Herbert Prikopa (erschienen bei DaCapo)
- Neue Stimmen 1999. Volume 6. Bertelsmann Stiftung in Zusammenarbeit mit der Intendantengruppe des Deutschen Bühnenvereins und dem Westdeutschen Rundfunk Köln

DVD
- Vincenzo Bellini. I Capuleti e i Montecchi. Teatro Alighieri in Ravenna. Musikalische Leitung Pietro Mianiti (Orchestra Lirica). Valentina Farcas and Paola Gardina (erschienen bei KICCO Music)
- Wolfgang Amadeus Mozart „Die Entführung aus dem Serail“. Konzertvereinigung Wiener Staatsopernchor, Mozarteum-Orchester Salzburg. Valentina Fracas, Laura Aikin, Charles Castronovo, Dietmar Kerschbaum, Franz Hawlata. Musikalische Leitung Ivor Bolton. Regie Stefan Herheim (erschienen bei Decca).

Es existiert eine professionelle Aufnahme des Pasticcio „Oreste“ (Komische Oper Berlin) mit Valentina Farcas in der Rolle der Hermione. Diese ist noch nicht auf DVD erschienen. 3SAT strahlte die Aufnahme insgesamt zwei Mal aus.
Ebenso existiert eine Profi-Aufnahme der Inszenierung von Glucks „Telemacho“ aufgenommen im Theater an der Wien. Sie wurde bisher noch nicht veröffentlicht.